# Schronisko pod Słupami
Schronisko pod Słupami, lub Garaż – schronisko w skale Mała Płyta w Dolinie Kobylańskiej. Administracyjnie znajduje się w obrębie wsi Kobylany, w gminie Zabierzów  w powiecie krakowskim, w województwie małopolskim. Pod względem geograficznym jest to obszar Wyżyny Olkuskiej wchodzący w skład Wyżyny Krakowsko-Częstochowskiej.

## Opis obiektu
Schronisko, zwane też Garażem, to obszerna komora pod okapem u wschodnich podnóży Małej Płyty, na wysokości 20 m nad dnem doliny. W stropie komory znajduje się niewielki otwór. Powstało w wapieniach górnej jury. Na ścianach są niewielkie grzybki naciekowe, poza nimi większość ścian jest zniszczona i okopcona. Spąg pokryty gliną i wapiennym rumoszem. Schronisko jest suche i w całości widne. Ściany przy otworze pokryte glonami.

## Historia poznania i dokumentacji
Schronisko znane było od dawna. Jego namulisko badał Gotfryd Ossowski w 1879 roku. Miało miąższość 1,75 m i Ossowski wyróżnił w nim trzy warstwy. W pierwszej, pochodzenia napływowego, znalazł fragmenty naczyń z brązu, w drugiej, próchnicznej – wyroby z neolitu. Trzecia warstwa składała się głównie z gruzu. Badania archeologiczne prowadzone były również później. S. Nosek w 1946 r. znalazł ślady kultury grobów skrzynkowych, Z. Durczewski w 1848 r. kawałki ceramiki zaliczanej do kultury łużyckiej. Badania prowadzili jeszcze A. Kulczycka i K. Kozłowski w 1960 r., Z. Sochacki w 1967, A. Kulczycka-Leciejewiczowa w 1968 i E. Rook w 1980.   
Pierwszą dokumentację schroniska opublikował Kazimierz Kowalski w 1951 r.. Aktualną dokumentację i plan schroniska opracował J. Nowak w grudniu 2003 r.

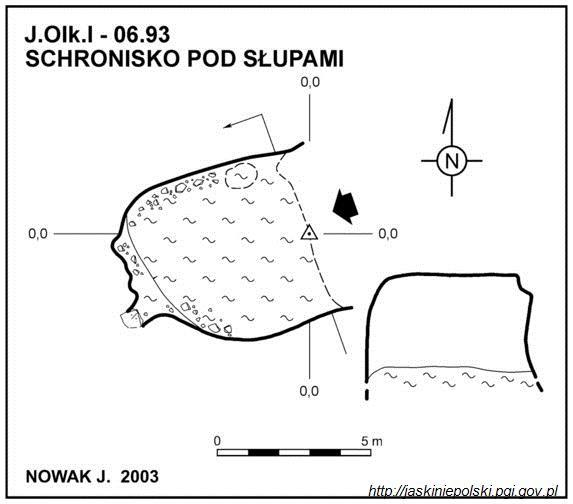
Plan